# Rassolnik

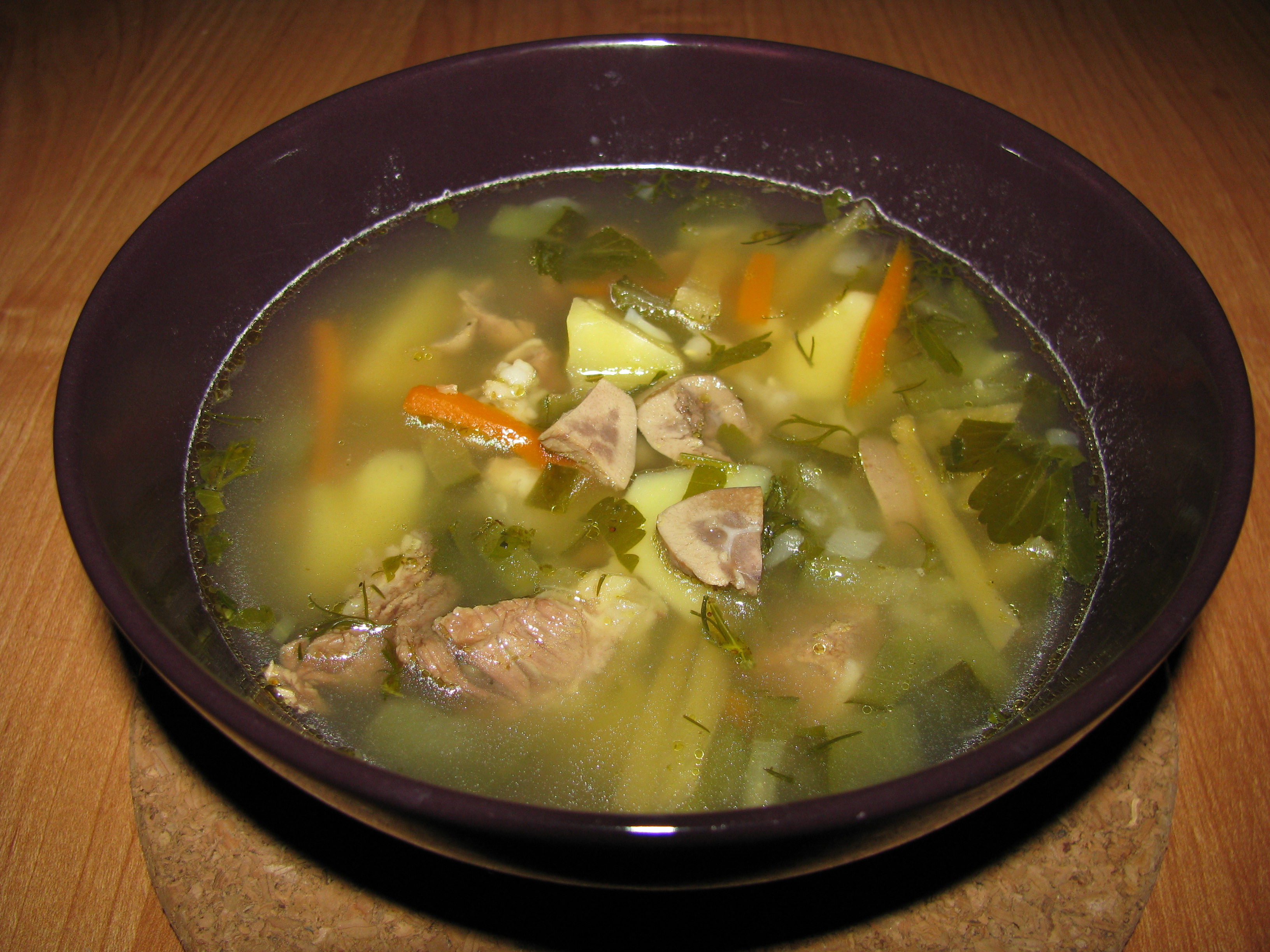
Rassólnik

El rassólnik es una sopa típica de la cocina rusa. Se elabora de pepinillos encurtido, cebada perlada y riñones de cerdo (o a veces de vaca). Existen variantes vegetarianas de rassólnik que no contienen los elementos cárnicos. El plato es conocido desde el siglo XV, cuando era conocido por el nombre kalya. La parte fundamental del rassólnik es el rassol, un líquido elaborado con el zumo resultante de los pepinillos aromatizados con algunas hierbas. Esta sopa es famosa por ser un remedio para las resacas.